# تشارلي نيل
تشارلي نيل (بالإنجليزية: Charlie Neal)‏ هو لاعب كرة قاعدة أمريكي، ولد في 30 يناير 1931 في لونغفيو في الولايات المتحدة، وتوفي في 18 نوفمبر 1996 في دالاس في الولايات المتحدة.

## وصلات خارجية
- تشارلي نيل على موقعبيزبول رفرنس.كوم (الدوري الرئيسي) (الإنجليزية)
- تشارلي نيل على موقعبيزبول رفرنس.كوم (الدوري الثانوي) (الإنجليزية)